# Partito Libertà e Giustizia
Il Partito Libertà e Giustizia (in arabo حزب الحرية والعدالة‎?, Ḥizb al-ḥurriyya wa l-ʿadāla), è stato un partito politico egiziano islamista. Il partito era formalmente indipendente ma aveva stretti legami con i Fratelli Musulmani egiziani, il più ampio e meglio organizzato movimento politico in Egitto. Ha concorso con suoi candidati in poco meno della metà dei distretti elettorali nelle elezioni parlamentari del 2011.
Alle elezioni presidenziali del 2012 il presidente del partito, Mohamed Morsi, è stato eletto Presidente dell'Egitto.

## Storia
I Fratelli Musulmani hanno annunciato il 21 febbraio del 2011, l'indomani della Rivoluzione egiziana del 2011, che intendeva fondare il Partito Libertà e Giustizia, destinando alla sua guida il dott. Muḥammad Saʿd al-Katātnī.
Il partito è stato ufficialmente costituito il 30 aprile 2011 ed è stato annunciato che esso si sarebbe presentato nella metà dei distretti elettorali per concorrere alla formazione del nuovo parlamento nel mese di novembre. Il corpo elettorale della Fratellanza elesse Muḥammad Mursī presidente del Partito Libertà e Giustizia, ʿIṣām al-ʿIryān e il copto Rafīq Ḥabīb vice presidenti e Muḥammad Saʿd al-Katātnī Segretario generale. I tre sono membri dell'Ufficio di Direzione della Fratellanza Musulmana, ossia del Maktab al-Irshād, l'organismo supremo dei Fratelli Musulmani.
Il partito calcolava di vincere la gran maggioranza dei seggi nelle elezioni parlamentari del 2011, come nessun altro partito avrebbe potuto fare, e questo anche grazie alla vasta rete di sostenitori di cui godeva. Inoltre la Fratellanza lavorava per sostenere in vari casi candidati indipendenti ma evidentemente in linea sostanziale con la sua ideologia.

## Programma politico
Avviando il nuovo partito, i Fratelli Musulmani confermarono che non si opponeva al fatto che copti e donne ricoprissero il posto di ministri, sebbene ritenesse ciò "inadatto" per la Presidenza della Repubblica. Il partito appoggia una gestione capitalistica dell'economia, rispettosa dell'economia di mercato, ma senza "manipolazioni o monopoli". Il programma del partito prevede che il settore turistico costituisca la principale fonte di introiti per l'Egitto. Il Partito Libertà e Giustizia si ispirerà e si baserà sulla Legge islamica "che sarà accettabile per un ampio segmento della popolazione", ha garantito ʿIṣām al-ʿAryān. L'accesso al partito sarà assicurato a ogni egiziano che accetti i termini del suo programma. Il portavoce ha dichiarato che "quando parliamo degli slogan della rivoluzione – libertà, giustizia sociale, uguaglianza – tutto ciò fa parte della Shari'a (Legge islamica)." Libertà e Giustizia respinge il Salafismo.
Alcune fonti ne indicano il nome in Suʿād.